# Infulatartessus nondugensis
Infulatartessus nondugensis är en insektsart som beskrevs av Evans 1981. Infulatartessus nondugensis ingår i släktet Infulatartessus och familjen dvärgstritar. Inga underarter finns listade i Catalogue of Life.